# Kurt Meyer-Eberhardt
Kurt (auch Curt) Meyer-Eberhardt (* 10. April 1895 in Leipzig; † 25. Juli 1977 in München), eigentlich Kurt Ernst Meyer, seit 1916 Künstlername unter Beifügung des Mädchennamens der Mutter, war ein deutscher Maler, Grafiker und Illustrator.
Bekannt ist er einem breiten Publikum durch versierte, oft auf Rührung und Witz abzielende Tierdarstellungen (Kaltnadelfarbradierungen). Diese wurden seit 1916 bis über seinen Tod hinaus beim Hanfstaengl Verlag gedruckt. Sein Frühwerk bis Anfang der 1920er Jahre reflektiert verschiedene Kunstströmungen des späten 19. und frühen 20. Jahrhunderts. Seine spätere Malerei und sein grafisches Werk im Eigenauftrag – vor allem Landschaften, Tierporträts und Stillleben – gelten als Beitrag zur Tradition einer realistischen Münchner Schule.

## Leben und Werk
Kurt Meyer-Eberhardt wuchs seit 1899 in Erfurt auf. Von 1912 bis 1917 studierte er an der Großherzoglich–Sächsischen Hochschule für Bildende Kunst in Weimar bei Max Thedy, Theodor Hagen und Walther Klemm, dessen Meisterschüler er 1916 wurde. Als Student erprobte er sich in Porträt, Interieur und Tierdarstellung sowie impressionistischer Landschaftsmalerei und Radiertechnik, seit 1915 mit Unterbrechungen durch kurzzeitigen Kriegsdienst sowie den Beginn freischaffender Arbeit in München.
Im Wintersemester 1919/1920 kehrte Meyer–Eberhardt aus München nach Weimar an das neu gegründete Staatliche Bauhaus zurück. Er besuchte dort den Akt- und Porträtkurs bei Lyonel Feininger, möglicherweise auch sporadisch den Vorkurs von Johannes Itten. Am 1. Juli 1920 heiratete er die Bauhausstudentin Luise Gertrud Neumann († 1965) und siedelte im gleichen Jahr endgültig nach München über.
In den Kriegs- und frühen Nachkriegsjahren (1915 bis 1920) schuf er zeittypische Kaltnadelradierungen, die meist Randgruppenmilieus thematisieren (Arbeitslose, Bordell, Zirkus) und sowohl melancholische als auch satirische Töne anklingen lassen. Diese Grafik sowie einige Studienblätter und ein Gemälde seiner Bauhauszeit dokumentieren seine Auseinandersetzung mit expressionistischem und kubistischem Formengut bis hinein in die frühen 1920er Jahre. Im Folgenden wandte er sich wieder einer impressionistisch und naturalistisch geprägten Kunst zu.
Seine Existenz wurde seit Mitte der 1920er Jahre zunehmend von der Zweigleisigkeit künstlerischen Broterwerbs – durch Tierradierungen sowie gängige Jagdbilder – und unabhängigen Schaffens in der „inneren Emigration“ geprägt. Meyer-Eberhardts Aquarelle und Pastelle von Zirkuspudeln (Ende 1920er/Anfang der 1930er Jahre) und sein Zyklus zurückgelassener Kriegspferde Memento mori (ab 1945) gelten als einfühlsamer, auch zeitkritischer Beitrag zum Tierporträt, während der Mensch in der zweiten Schaffensphase aus seinem Werk verschwindet.
Ein weiterer, bis ans Lebensende fortgeführter Werkkomplex umfasst neben Interieurs und Stillleben vor allem Landschaften der Münchner Umgebung sowie des Mittelmeers (seit den 1930er Jahren, mit Anklängen an Paul Cézanne). Dem Kriegsdienst sowie dem Kunstbetrieb des Nationalsozialismus entzog sich Meyer-Eberhardt. Durch Briefwechsel bezeugte Künstlerfreundschaften verbanden ihn mit Adolf Brütt und Oskar Coester. Ab 1972 erhielt er einen lebenslangen Ehrensold der Stadt München. Meyer-Eberhardts Atelier befand sich in der Gedonstraße 6 in München-Schwabing.

## Werke
Werke Kurt Meyer-Eberhardts finden sich in folgenden öffentlichen Sammlungen:
- Städtische Galerie im Lenbachhaus, München
- Staatliche Graphische Sammlung München
- Graphische Sammlungen und Gemäldesammlung, Klassik Stiftung Weimar

Darüber hinaus befindet sich ein Großteil seiner Werke in privater Hand:
- Kunst- und Kulturhof Fischen, Siegfried Kuhnke
- Blanc Kunstverlag und Kupferdruckerei, München (originale Platten und Handabzüge von Meyer-Eberhardts letztem Drucker, Franz Duchatsch)
- Nachlass in Obhut von Christine Wacker

## Ausstellungsbeteiligungen zu Lebzeiten
- 1915: Wiesbaden
- 1917: Weihnachtsausstellung Großherzogliche Kunstsammlungen zu Weimar
- 1918: Darmstadt
- 1926: Münchner Neue Secession, München

## Personalausstellungen, postum
- 1983: Klostergalerie, Fürstenfeldbruck
- 1992: Galerie Gangart, München
- 2003: Schlossmuseum; Klassik Stiftung Weimar
- 2007: Galerie Wimmer, München

## Illustration
- Schnick und Schneck. Eine heitere Hundegeschichte. In Bildern und Versen. Mayer, München 1939.
- Brösl, der unkundige Jäger. Verse und Bilder. Schuler, Stuttgart 1964.